# Gilles l'Ermite
Saint Gilles l'Ermite (en latin : Ægidius « Égide » ; en occitan sant Geli, ou plus rarement sant Geris) est un légendaire moine gyrovague de la Gaule wisigothique. Sanctifié par les bénédictins de Saint-Gilles dès le VIIIe siècle carolingien, il a connu un culte médiéval extrêmement populaire, comme l'attestent l'usage du prénom Gilles et les deux saints Gilles du XIIIe siècle. Saint patron des infirmes, des mendiants et forgerons, il était vénéré comme un des quatorze saints auxiliaires. Il est qualifié saint Auxiliator, au sens d'intercesseur, dans le domaine de l'épilepsie, la folie, la stérilité et la possession démoniaque. Plus prosaïquement, il favorise les déménagements et le mouvement vers l'émancipation ou la délivrance. 
Né à Athènes, ce saint moine serait venu vivre en ermite dans l'embouchure du Rhône en Languedoc au VIIe siècle. La vie de ce moine associé à la construction du monastère à Saint-Gilles-du-Gard ne relève nullement de la connaissance historique. Il mourut vers l'an 720. Son natalis dies ou fête commémorant la montée de son âme pure au ciel est fixé le 1er septembre.

## Représentation sacrée et fondation du monastère saint-Gilles
Le saint est représenté souvent par une biche, une main et une flèche car, selon une légende hagiographique du Xe siècle, une biche, poursuivie par des chasseurs du roi Wamba, se réfugie dans sa grotte et vient se coucher à ses pieds. La main du saint en prière est transpercée par la flèche d'un chasseur acharné visant l'animal. Le roi Wamba exprime ses excuses au saint, protecteur de la biche réfugiée en sa demeure, et demande à faire pardonner la méprise de ses chasseurs. C'est alors que le moine le persuade de fonder un monastère en un lieu qu'il a choisi pour son tombeau. Ainsi est construite l'abbaye de Saint-Gilles, alors port de mer, étape cruciale de pèlerinage autant sur le chemin de Rome que sur celui de Saint-Jacques-de-Compostelle.
Selon les traditions, c'est vers le milieu du VIIe siècle, à Athènes, que naquit saint Gilles, de son nom latin Ægidius (ne pas confondre avec Ægidius, général romain au Ve siècle). Très vite, il s'illustre par des miracles mais fuit sa renommée et aborde en Provence. Il se rend d'abord à Rome, avant de se retirer dans une forêt non loin de Nîmes, à Collias, près du cours du Gard, à l'endroit où existe toujours un modeste ermitage.
Il est chaleureusement accueilli à Arles, puis au bord du Gardon par saint Vérédème avant de se retirer en ermite dans la vallée Flavienne.

## Autres variantes hagiographiques plus précises
Des versions hagiographiques ultérieures expliquent que sa seule compagne est une biche qui le nourrit de son lait. C'est elle qui provoque la rencontre de saint Gilles et du roi Wamba dans la vallée Flavienne. 

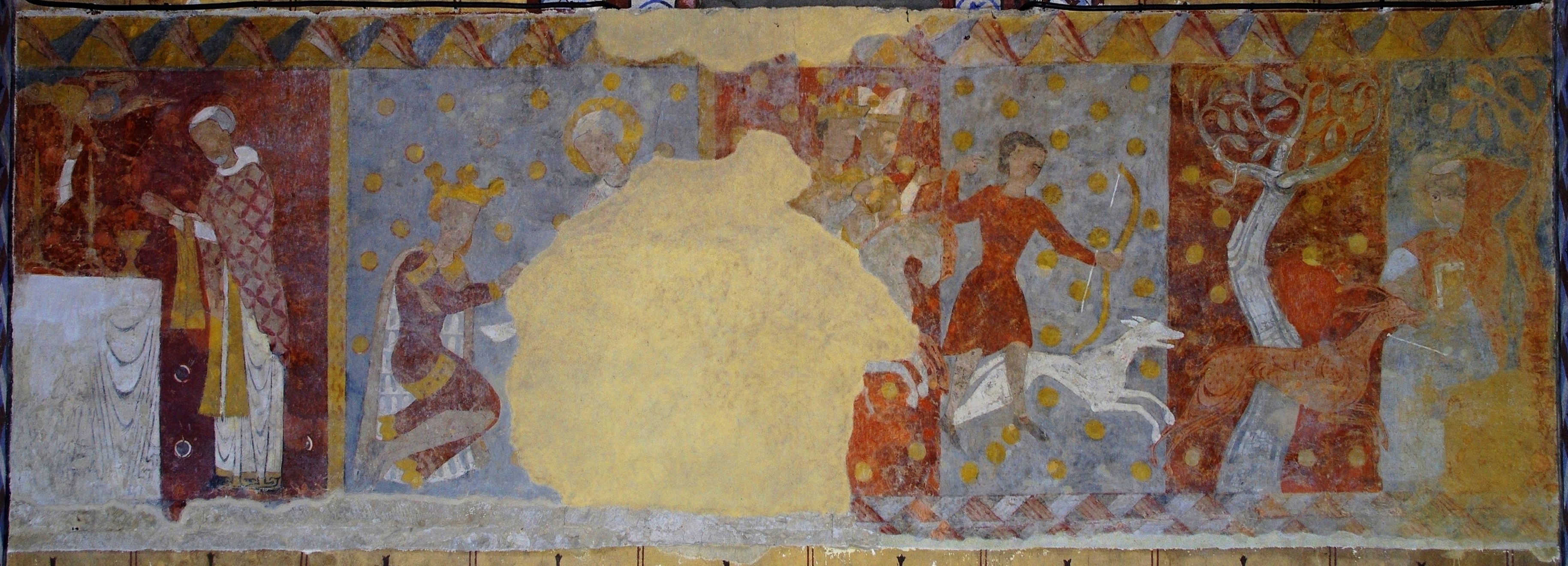
Fresque murale du XIVe siècle : trois épisodes de la légende de Saint Gilles, église Saint-Nicolas de Civray, Vienne.

Au cours d'une partie de chasse, poursuivie par la meute royale, la biche vient logiquement se réfugier auprès de son compagnon solitaire. Le noble Wamba découvre saint Gilles blessé par la flèche d'un chasseur. Ému, il lui offre la vallée Flavienne pour y bâtir un monastère.
Devenu abbé, saint Gilles conseille les plus grands, pape et rois. Une légende indique qu'un grand personnage mérovingien, le maire du palais Charles Martel, lui avait demandé l'absolution pour un très grand péché (inceste). Alors que saint Gilles célébrait la messe, un ange plaça sur l'autel un parchemin où était consignée la faute. Au fur et à mesure du déroulement de l'office, les traces écrites du péché s'effacèrent sur le parchemin. Cette légende est liée à la fondation de l'abbaye de Saint-Gilles, lieu de pèlerinage important sur la route de Saint-Jacques-de-Compostelle.
C'est près de l'église de son ermitage dédiée aux saints Pierre et Paul, que mourut l'ermite le 1er septembre 720 ou  721.

## Statue de laMare de Déu de Núria

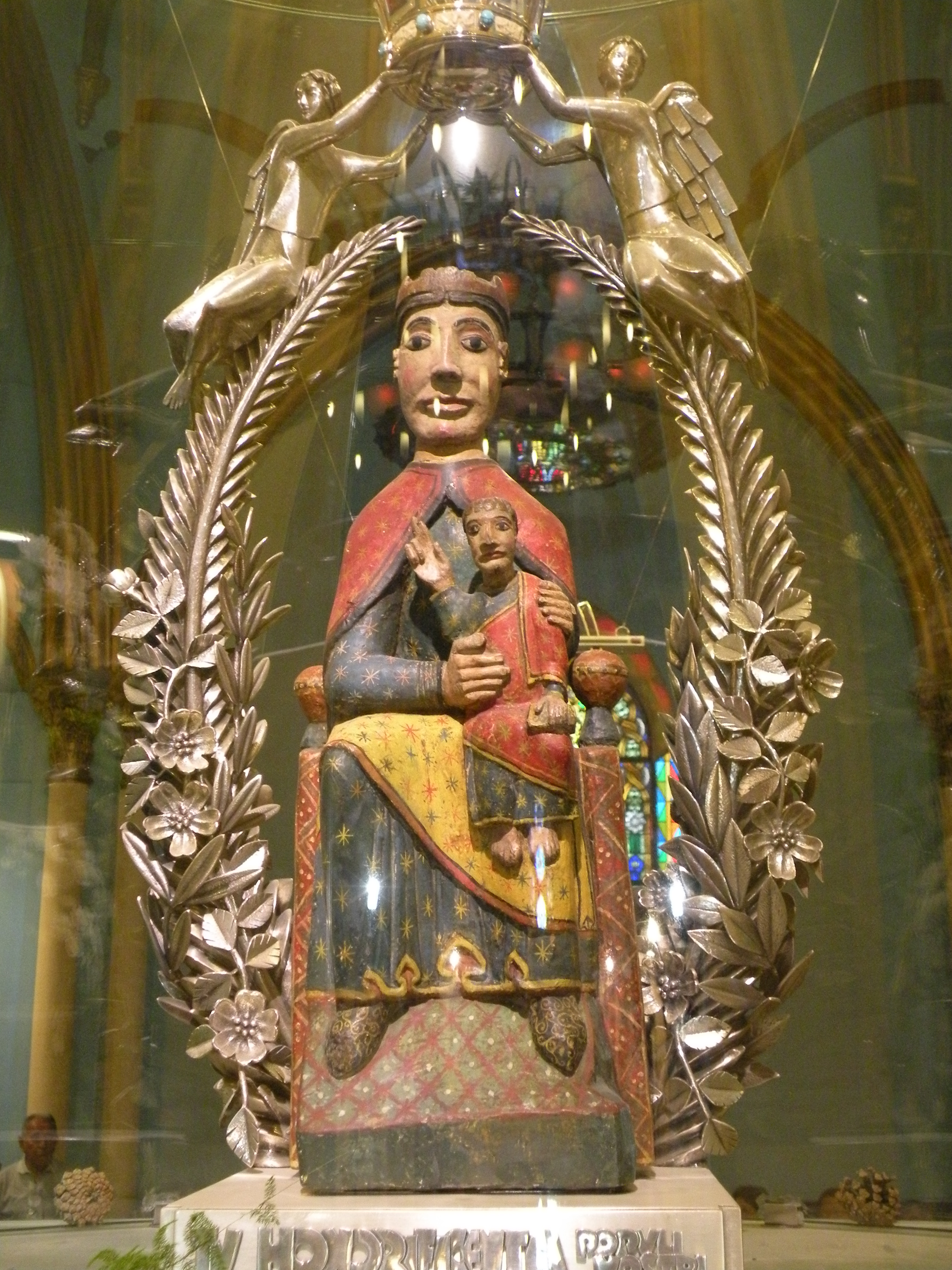
La Vierge de Nuria.

Vers 700, saint Gilles s'est établi, toujours selon la légende, dans la vallée de Nuria en Catalogne et y resta quatre ans. Là il confectionna une Vierge à l'Enfant dite Vierge de Nuria ou Mare de Déu de Núria pour la vénération des bergers. Pour la mettre à l'abri de l'invasion musulmane, il la cacha dans une grotte.
En 1072, répondant à une révélation divine, un pèlerin originaire de Dalmatie vint chercher l'image de la Vierge dans la vallée. Cinq ans plus tard, Il la trouva et construisit une petite chapelle qui suscita des pèlerins.
Toujours vénérée de nos jours, la statue se révèle datée du XIIe siècle. Il s'agit d'une sculpture en bois polychrome de style roman. Avant d'être restaurée, elle avait une couleur entièrement sombre, ce qui lui valut le surnom de moreneta du Pirineu, « la brunette des Pyrénées ».
Patronne de la fertilité pour les Catalans, la tradition perdure pour les femmes de venir mettre leur tête sous la marmite de saint Gilles et de faire sonner la cloche pour favoriser la maternité et la bénédiction des enfants.

## Son culte
Son culte se répand rapidement, de nombreux pèlerins venus des pays les plus lointains (Flandres, Saint-Empire romain germanique, Danemark, Norvège, Écosse, Hongrie, Pologne…) s'acheminent vers son tombeau, invoquant saint Gilles contre la peur et le feu, pour la guérison des maladies nerveuses et pour la protection des enfants.

Placé sous la juridiction de Rome, le monastère autour duquel se bâtit la ville de Saint-Gilles connaît un très grand rayonnement. Les pèlerins s'y arrêtent et chantent les louanges de saint Gilles à leur retour dans leur pays.

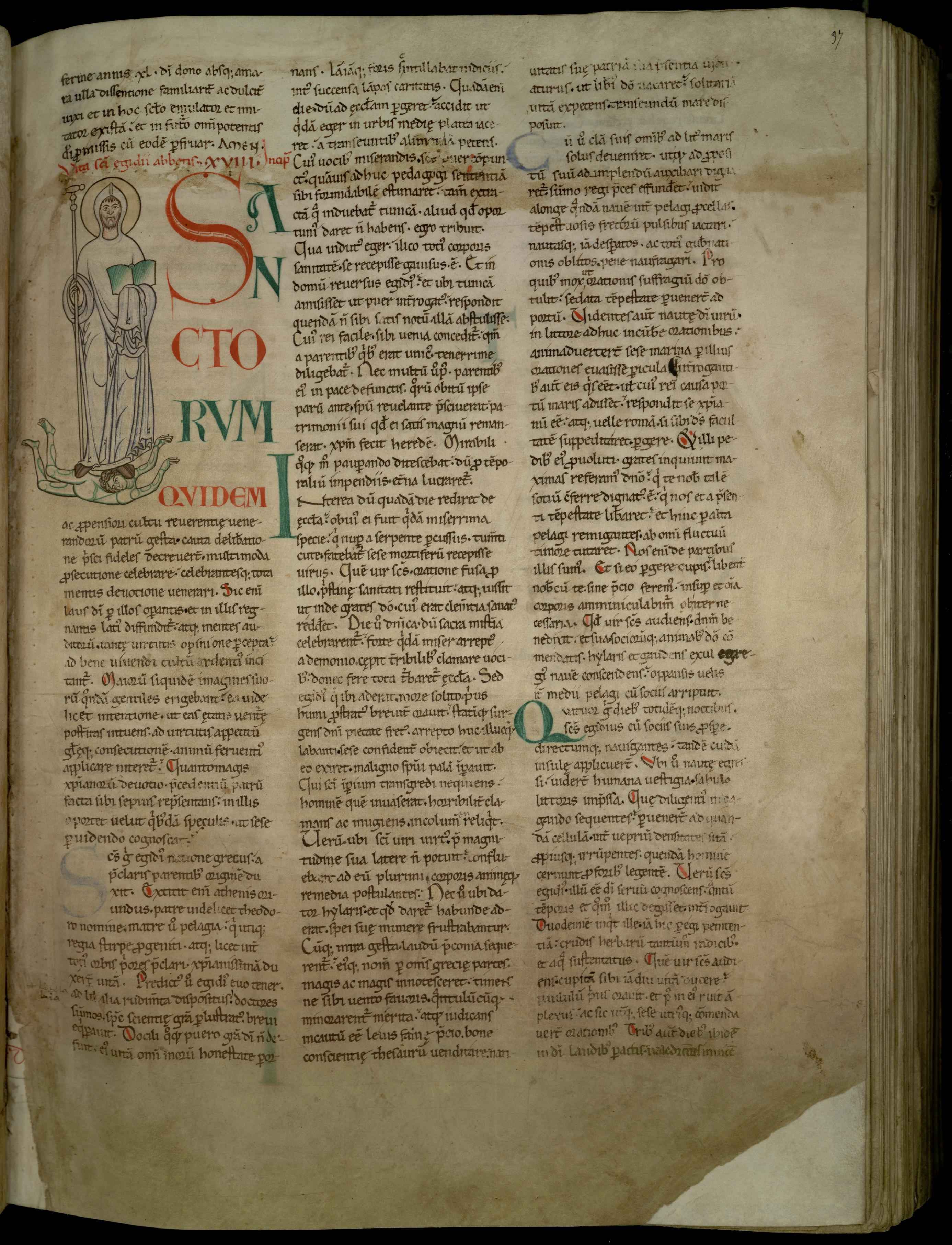
Enluminure du XIIe siècle représentant saint Gilles dans le Légendier de Cîteaux (Dijon, Bibliothèque municipale, ms. 641, f. 37r).

Au Moyen Âge, le culte de saint Gilles était très important, non seulement en Provence et dans le Languedoc, mais dans la plupart des pays de la chrétienté. Il était surtout invoqué comme saint susceptible d'aider les pénitents lors des aveux difficiles.
Des villes et des villages en France et à l'étranger portent son nom et plus de 2 000 églises le désignent comme patron. À Paris et dans plusieurs autres villes, son nom est associé à celui de saint Loup de Sens, encore appelé saint Leu : les fêtes de ces deux saints ont lieu le même jour, le 1er septembre, et ils se partagent la dédicace d'une même église.
Le saint, dont la première Vita connue fut écrite vers l'an mille, a son tombeau dans la crypte de l'abbatiale de la ville de Saint-Gilles (Gard). En 1050, ce lieu devint l'un des quatre plus importants pèlerinages de la chrétienté avec Jérusalem, Rome et Saint-Jacques-de-Compostelle.
Chaque année au 1er septembre, il faisait l'objet d'un pèlerinage à Anceaumeville pour la guérison des enfants dont les pas demeuraient chancelants. La matrone qui dirigeait l'incantation arrivait avec la mère et l'enfant, à l'heure de la messe, déposait celui-ci devant le portail, faisait trois fois le tour de l'église en proférant quelques prières, puis, constatant par un essai rapide que l'enfant ne marchait pas, on entrait faire dire par le prêtre un évangile, ce qui consistait en l'imposition d'un pan de l'étole sur la tête de l'enfant et la récitation du commencement du premier chapitre écrit par saint Jean. Près de l'autel où se situe le tronc de saint Gilles, on accrochait le ruban témoin de la dévotion à ce saint protecteur. Cette dévotion à saint Gilles était encore très active au début du XXe siècle.

## Patronage

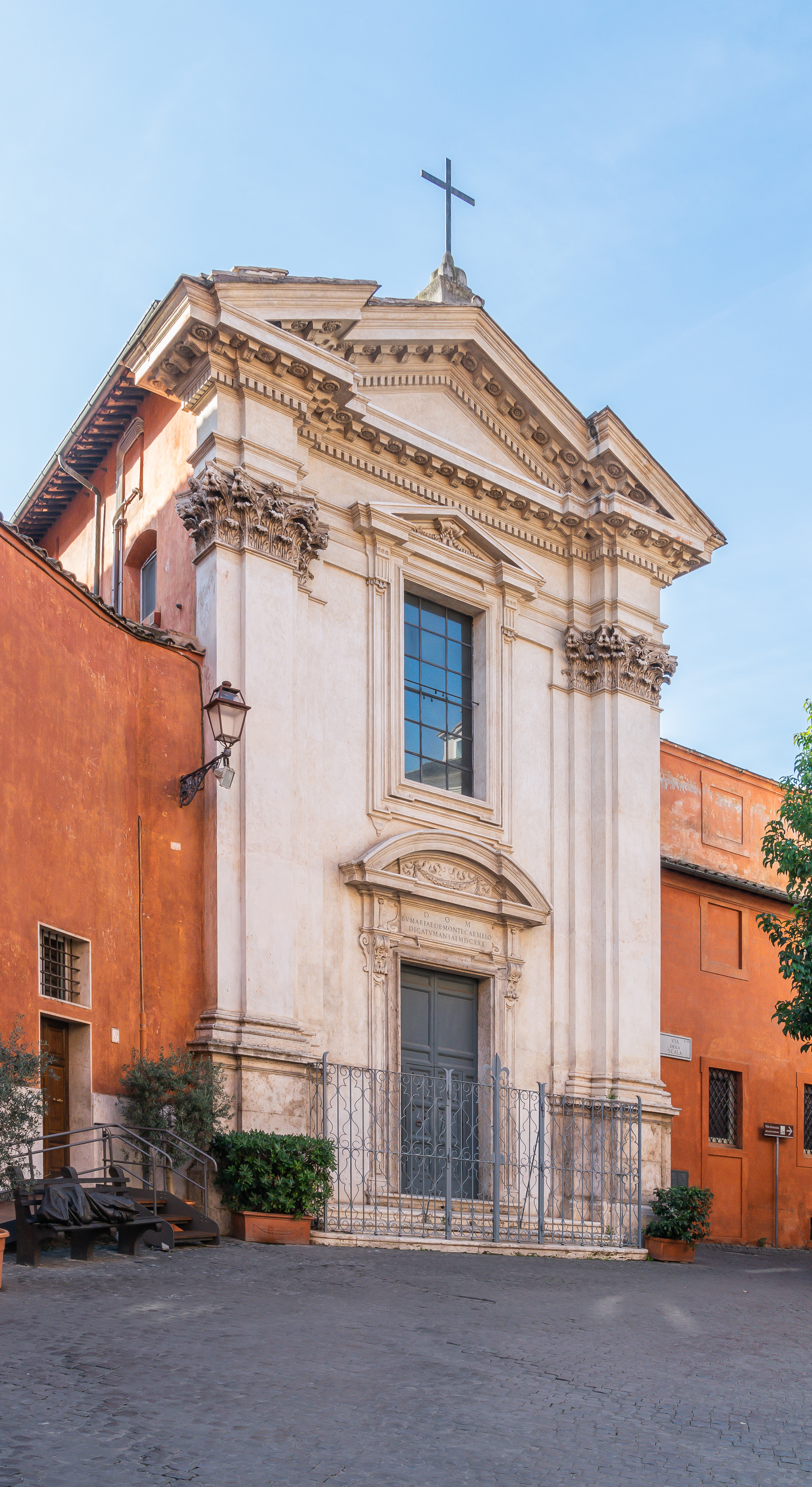
Eglise de Sant'Egidio à Rome, Trastevere.

Patron des estropiés, on l'invoque contre le cancer, la stérilité des femmes et la folie.
Saint Gilles reste invoqué aussi pour les peurs enfantines, les convulsions, les dépressions, particulièrement en Normandie, par exemple dans l'Eure à Iville, Saint-Germain-Village ou à Bernay ou encore dans le Calvados, à Touques. Saint Gilles est invoqué en Catalogne contre le mal d'oreilles et le mal à la tête. Il y a une très vieille chanson en catalan sur San Gil : « San Gil n'ere un diumentge de l'any 1810 Fan festa a Garigueille per lo glorios San Gil… Es ben apropriat Lo Gran San Gil Abat: Fa bé per mal d'orel.les, fa bé per mal de cap ».
XIe siècle, des moines de Saint-Gilles-du-Gard sont à l'origine de Saint-Gilles-sur-Vie en Vendée.
Il est aussi le saint patron d’Édimbourg, Graz, Nuremberg, Osnabrück, Sankt Gilgen, Brunswick, Wollaberg, Saint-Gilles dans la (Région de Bruxelles-Capitale), et Saint-Gilles-Waes.
En 1630, une église de Trastevere à Rome lui est dédiée, l'église Sant'Egidio qui depuis 1968 abrite la communauté de Sant'Egidio.

## Représentation, iconographie

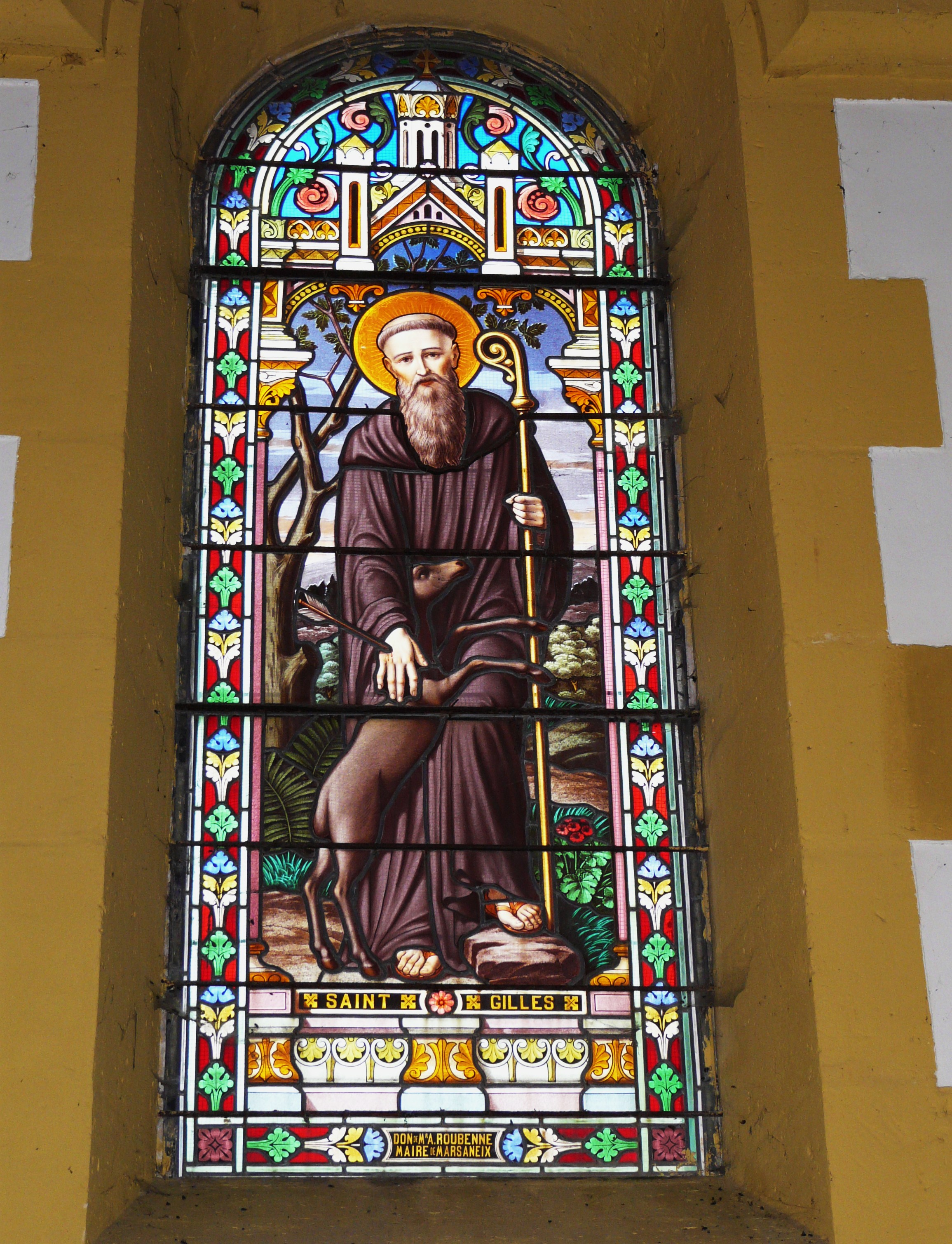
Vitrail représentant saint Gilles, église de Marsaneix.

- Saint Gilles est représenté tantôt en ermite, accompagné de la biche nourricière, tantôt en abbé bénédictin, avec la crosse. On le représente aussi en Italie avec une fleur de lys (giglio signifie « lys » en italien).
- Gilles protège une biche poursuivie par des chasseurs – vitrail du XVIe siècle église Saint-Nizier à Troyes.
- Gilles célébrant la messe où fut effacé le péché du roi – châsse de Charlemagne, cathédrale d'Aix-la-Chapelle.
- Scènes de la vie de saint Gilles – peinture sur bois du début du XVe siècle – musée diocésain d'Orte.
- Saint Gilles, vitrail de la fin du XIXe siècle dans le transept ouest de l'église Saint-Gilles de Bourg-la-Reine, don de M. et Mme François Laurin.
- Saint-Gilles * Diocèse de Nanterre * Bourg-La-Reine * , sceau établi par le curé Firmin Lapeyrade entre 1902 et 1924, et toujours en usage.
- La chasse de saint Gilles,  la messe de saint Gilles, école flamande du XVe siècle Le Maître de Saint Gilles, travaillait à Paris, pour les rois de France, National Gallery, Londres.
- Statue en terre cuite, acquise en 1879 pour la somme de 450 francs par le curé de Bourg-la-Reine comme l'indique l'inventaire de 1882 de l'abbé Jean Pradère curé de 1878 à 1889. Une copie en plâtre de ce saint Gilles se trouvait dans la salle du patronage de l'avenue de la République. La terre cuite fut cassée et ne reste que la tête et la main gauche tenant l'Évangile. Elle était autrefois placée sur le pilier gauche à l'entrée du chœur actuel.
- Statue sur un petit autel latéral de l'église Notre-Dame-et-Saint-Martin d'Anceaumeville où il trône avec la croix et la biche symbolique. À droite de l'autel, se trouve le tronc de St Gilles pour les offrandes à ce saint guérisseur.